# Кооперативы в СССР
Кооперативное движение в СССР прошло несколько стадий развития.

## История

### НЭП

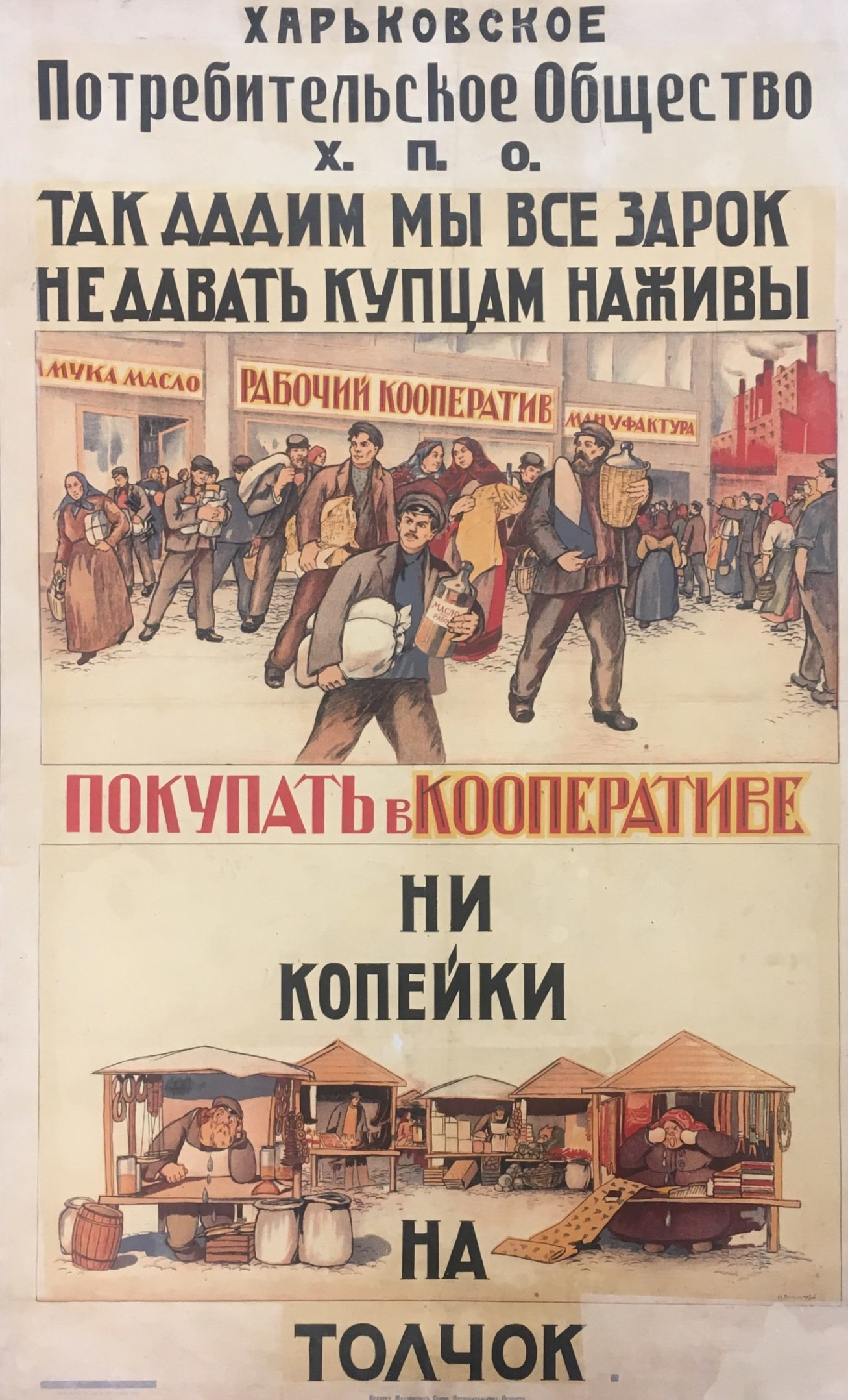

После Октябрьской революции 1917 года существование кооперации в СССР определяло её взаимодействие не с частным капиталом (как в других странах), а с монопольным государственным сектором экономики. После деградации в экономическом секторе, по окончании политики военного коммунизма, решением съезда РКП(б) 14 марта 1921 г. была создана и утверждена система Новой экономической политики (НЭП). Именно кооперативы создавали тогда основную массу потребительских товаров.
Однако развивать серьёзную производственную деятельность артелям не давали — государство полностью контролировало распределение сырья, даже для кузнечно-металлургического производства хозяйственных «мелочей» — гвоздей, замков, кос, борон и т. п. Для этого на средства пайщиков строились плавильные печи-вагранки, при крупных артелях работали высококвалифицированные инженеры. Конечно же, максимальную прибыль давали предприятия, не требующие капиталовложений. В конце 1920-х коммерческая посредническая деятельность кооперации окончательно превратилась в деятельность по сбору сырья от крестьян и доставке его госпромышленности в соответствии с заранее установленными планами и ценами. Система комиссионных доплат пайщикам была заменена премиальными выплатами сдатчикам продукции.
В общеобразовательных школах создавались ученические кооперативы.
На внешнем рынке кооперация действовала также по заданиям государства.

### От коллективизации до перестройки
В период коллективизации сельского хозяйства в СССР колхозы изображались как вершина развития кооперации, к которой эволюционируют все другие, «пpoстейшиe», виды кооперативов. Старая сельхозкооперация была ликвидирована. Сохранившиеся потребительская и промысловая кооперация утратили кооперативный характер. Пережившая в 1920—1930-е годы период фактического огосударствления кооперация в годы Великой Отечественной войны превратилась, с одной стороны, в распределительный аппарат государства, с другой — в частный сектор, где под прикрытием кооперативной вывески действовал частник. Распределяя получаемые от государства товары, потребительская и промысловая кооперация не обеспечивали расширение ассортимента и улучшение качества собственной продукции. Планы по производству и прибыли хронически не выполнялись, росли потери и дебиторская задолженность, хищения, по оценке Министерства государственного контроля, приняли угрожающие масштабы. Динамика выявленных в кооперативной сфере растрат и хищений показывала устойчивый рост: в 1940 году — 222,4 млн руб., в 1946 году — 431,3 млн руб. Партийно-правительственные постановления по кооперации многие десятилетия были посвящены в основном борьбе с хищениями и растратами. Действовали также промысловые колхозы, которые сочетали занятия кустарным производством и сельским хозяйством, привлекали весной и осенью для сельскохозяйственных работ наёмных работников и должны были согласно постановлению Совнаркома СССР от 26 июля 1932 года "О работе промысловой кооперации в районах сплошной коллективизации" производить предметы широкого потребления и вести бытовое обслуживание сельских жителей.

#### Потребительская кооперация
Потребительская кооперация по государственным заданиям заготавливала у крестьян мясо, масло, яйца и другие продукты и сдавала их объединениям Наркомснаба, чтобы затем Наркомснаб вернул эту продукцию потребительской кооперации для продажи населению. С 1935 года потребительская кооперация, которую возглавлял Центросоюз, утратила значение основной системы розничной торговли в стране и стала обслуживать только сельское население, в городской торговле монополистом стал Народный комиссариат внутренней торговли СССР.

#### Промысловая кооперация
Промысловая кооперация продолжала существовать в СССР до конца 1950-х годов и в некоторой мере компенсировала постоянный дефицит товаров народного потребления. К концу 1950-х годов в её системе насчитывалось свыше 114 тысяч мастерских и других промышленных предприятий, где работали 1,8 миллиона человек. Они производили 5,9 % валовой продукции промышленности, например, до 40 % всей мебели, до 70 % всей металлической посуды, более трети верхнего трикотажа, почти все детские игрушки. В систему промысловой кооперации входило 100 конструкторских бюро, 22 экспериментальные лаборатории и два научно-исследовательских института.
14 апреля 1956 года появилось постановление ЦК КПСС и СМ СССР «О реорганизации промысловой кооперации», в соответствии с которым к середине 1960 года промысловую кооперацию полностью ликвидировали, а её предприятия передали в ведение государственных органов. При этом паевые взносы подлежали возврату в 1956 году согласно уставам артелей. Вместо выборного управляющего управлять предприятиями стали назначенные директора — представители партхозноменклатуры.
Таким образом, в советское время остались только системы производственной кооперации, потребительской кооперации, жилищно-строительная кооперация, артельные народные промыслы, а также старательские артели по добыче золота.

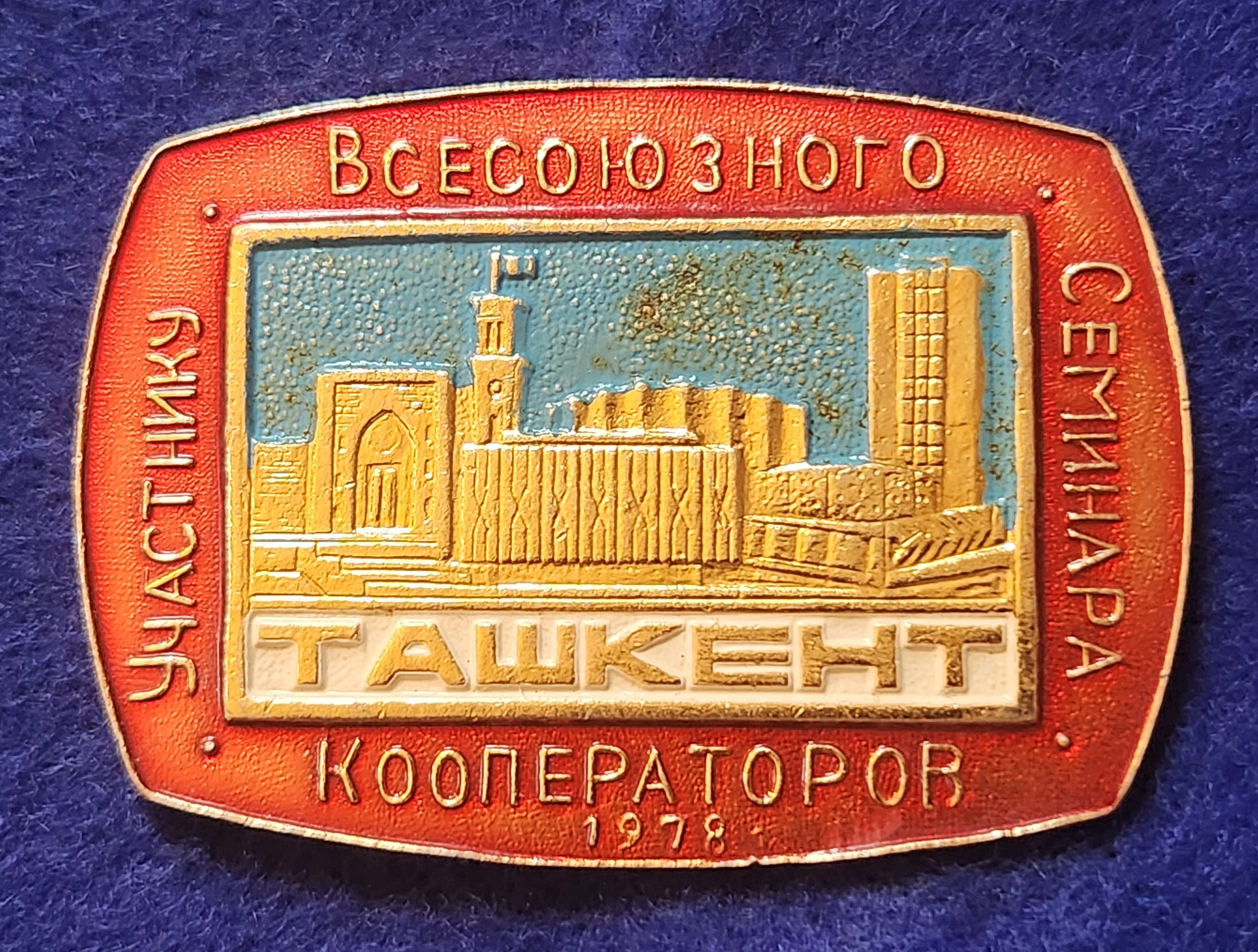
Значок «Участнику Всесоюзного семинара кооператоров». Ташкент, 1978 г.

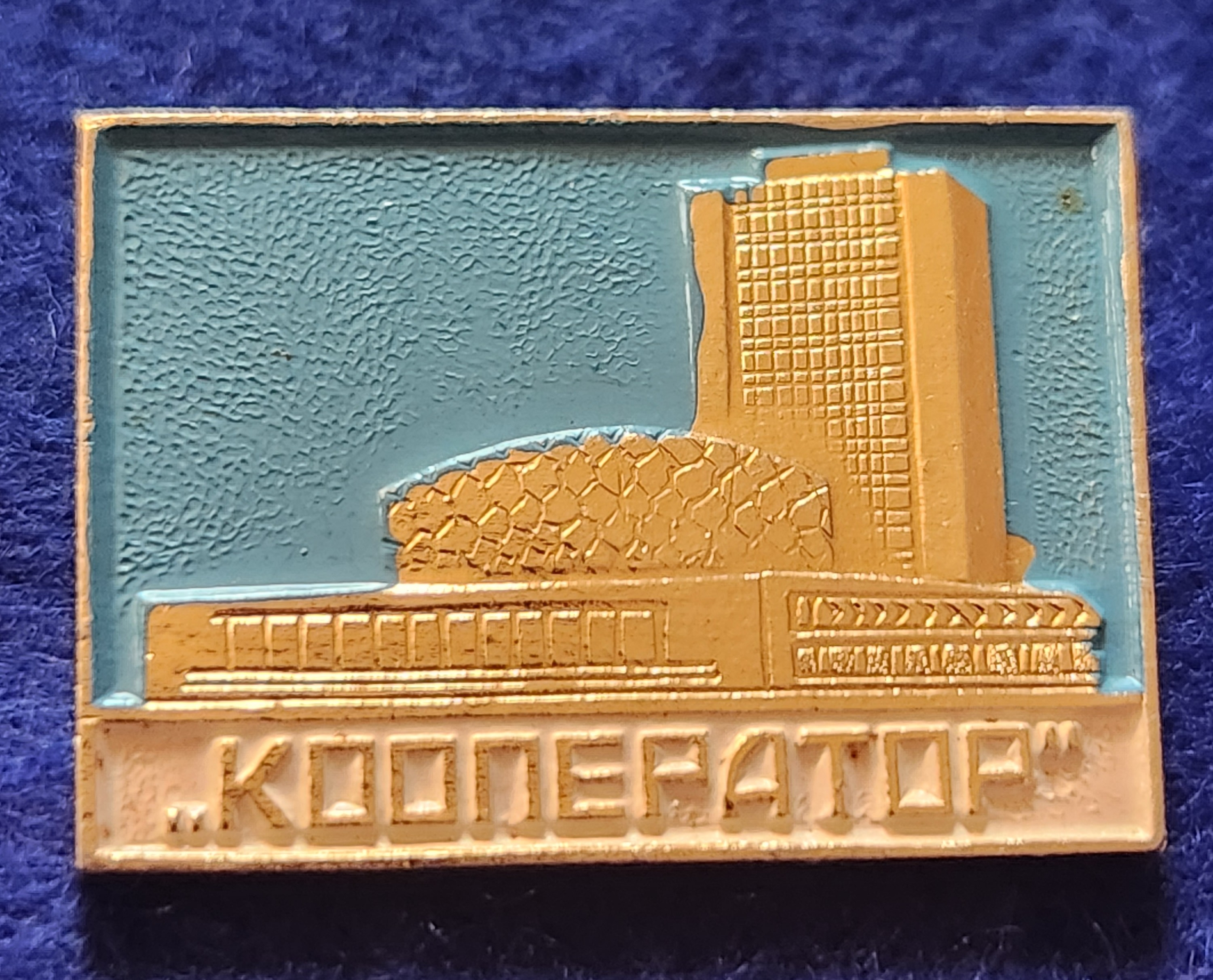
Значок «Кооператор» с изображением Республиканского дома потребительской кооперации, Ташкент, УзССР

### Перестройка
В конце 1980-х годов производственные кооперативы стали основной организационно-правовой формой легализованной предпринимательской деятельности в СССР. Крайне усилившийся в этот период дефицит товаров и продуктов, вызванный, прежде всего, резким ростом номинальных доходов и накоплений населения и спадом производства, вызвал принятие 19 ноября 1986 года Закона СССР «Об индивидуальной трудовой деятельности», то есть, различных видах деятельности, которые основаны «исключительно на личном труде граждан и их семей» (закон вступил в силу 1 мая 1987 года), разрешивший гражданам и членам их семей параллельные заработки в свободное от основной работы время (частный извоз, репетиторство и пр.): «разрешается заниматься совершеннолетним гражданам, участвующим в общественном производстве, в свободное от основной работы время, домашним хозяйкам, инвалидам, пенсионерам, студентам и учащимся … такой деятельностью могут заниматься также и другие граждане, не занятые в общественном производстве» (пунктуация источника), а 5 февраля 1987 года Советом Министров СССР — постановлений № 160 «О создании кооперативов общественного питания», № 161 «О создании кооперативов по бытовому обслуживанию населения» и № 162 «О создании кооперативов по производству товаров народного потребления» (все три впоследствии были отменены постановлением Совета Министров СССР от 30.12.1988 N 1485). Согласно данным постановлениям, использование наёмного труда в кооперативах не допускалось (равно как не допускалось ранее в рамках индивидуальной трудовой деятельности: «Не допускается индивидуальная трудовая деятельность с привлечением наемного труда, с целью извлечения нетрудовых доходов или в ущерб другим общественным интересам»). Вместе с тем, допускалось привлечение наемного труда по квази-трудовым договорам, получившим наименование «трудовых соглашений», являвшихся предтечей договоров гражданско-правового характера: «20. Все работы в кооперативе выполняются его членами, а также работниками, принятыми в установленных случаях на работу в кооператив по трудовому соглашению».
Несмотря на легализацию частного сектора, коммунистическая власть во многом продолжала воспринимать кооператоров как классовых врагов. 14 марта 1988 года был подписан Указ Президиума Верховного Совета СССР о прогрессивном налогообложении кооператоров, посредством которого планировалось, по словам министра финансов СССР Б. И. Гостева, «изъятие определённых сверхдоходов» у советских кооператоров, под сверхдоходами министр подразумевал сумму, превышающую «две с половиной средние зарплаты».
| Размер месячного дохода | Сумма налога                                                                      |
| ----------------------- | --------------------------------------------------------------------------------- |
| до 500 рублей           | по ставкам, установленным для налогообложения заработной платы рабочих и служащих |
| от 501 до 700 рублей    | 60 рублей 20 копеек + 30 % с суммы, превышающей 500 рублей                        |
| от 701 до 1000 рублей   | 120 рублей 20 копеек + 50 % с суммы, превышающей 700 рублей                       |
| от 1001 до 1500 рублей  | 270 рублей 20 копеек + 70 % с суммы, превышающей 1000 рублей                      |
| от 1501 рублей и выше   | 620 рублей 20 копеек + 90 % с суммы, превышающей 1500 рублей                      |

Но следует отметить, что уже довольно быстро (29 июля 1988 года) ставки налогообложения вернулись к прежним размерам: «обложение налогами их доходов, начиная с доходов, полученных ими в июле 1988 года, производить по ставкам, установленным для налогообложения доходов рабочих и служащих».
| Размер месячного дохода | Сумма налога                                              |
| ----------------------- | --------------------------------------------------------- |
| 71 руб.                 | 25 копеек                                                 |
| 72 руб.                 | 59 копеек                                                 |
| 73 руб.                 | 93 копейки                                                |
| 74 руб.                 | 1 рубль 30 копеек                                         |
| …                       | …                                                         |
| 88 рублей               | 6 рублей 13 копеек                                        |
| 89 рублей               | 6 рублей 47 копеек                                        |
| 90 рублей               | 6 рублей 81 копейка                                       |
| 91 рубль                | 7 рублей 12 копеек                                        |
| от 92 до 100 рублей     | 7 рублей 12 копеек + 12 % с суммы, превышающей 91 рубль   |
| от 101 рубля и выше     | 8 рублей 20 копеек + 13 % с суммы, превышающей 100 рублей |

26 мая 1988 года был принят Закон СССР «О кооперации в СССР» (вступил в действие с 1 июля 1988 года) после IV Всесоюзного съезда колхозников 23–25 марта 1988 года, разрешил кооперативам заниматься любыми не запрещёнными законом видами деятельности, в том числе и торговлей. Данный закон стал важной вехой на пути становления предпринимательской деятельности, так как в соответствии с ним кооперативы получали право использовать наёмный труд.
В настоящее время 26 мая — день принятия закона — отмечается как День российского предпринимательства.
Законом о кооперации предусматривались два типа кооперативов: производственные и потребительские (часть 2 статьи Закона). Обычно, говоря о кооперативах, подразумевают именно производственные кооперативы, потому что именно в их сферу деятельности входило «производство товаров, продукции, работ, а также предоставление платных услуг предприятиям, организациям, учреждениям и гражданам». Законом предусматривалась организация кооператива «как на самостоятельных началах, так и при государственных, кооперативных и иных предприятиях, организациях и учреждениях» (статья 11). Порядок регистрации кооператива был разрешительным (а не уведомительным) — часть 3 статьи 11 Закона о кооперации. Принципиально новым была хозяйственная самостоятельность производственного кооператива в вопросах ценообразования: «кооператив реализует продукцию и товары собственного производства, выполняет работы и предоставляет услуги по ценам и тарифам, устанавливаемым кооперативом по договоренности с потребителями или самостоятельно» (часть 2 статьи 19 Закона), а также самостоятельность в вопросе регулирования фонда оплаты труда и тарифно-окладной сетки: «кооператив самостоятельно определяет формы и системы оплаты труда членов кооператива и других работников. Оплата труда в кооперативе может производиться как деньгами, так и натурой … Кооператив может привлекать для работы по трудовому договору граждан, не являющихся членами кооператива, с оплатой их труда по соглашению сторон.» (часть 2 статьи 25 Закона).
У кооперативов были беспрецедентно льготные (для советской действительности) условия работы с наличными денежными средствами: «Кооперативы самостоятельно устанавливают лимит остатка наличных денег в своей кассе и нормы расходования денег из выручки. Наличные деньги из выручки расходуют на выплату заработка своим работникам и на другие цели для выполнения работ, предусмотренных их уставами». Закон о кооперации позволят расходовать наличные денежные средства из выручки кооператива минуя обязательную промежуточную сдачу наличных в банк: «Кооператив по согласованию с учреждением банка с учетом специфики деятельности определяет предельный размер наличных денежных средств, постоянно находящихся в его кассе … . Средства, предназначенные на оплату труда … , на приобретение товаров … у населения, а также командировочные расходы указанным лимитом не регулируются» (часть 2 статьи 23 Закона о кооперации).
7 марта 1988 г. было принято Постановление Совета Министров СССР № 307 «О создании кооперативов по разработке программных средств вычислительной техники, а также по оказанию информационно-вычислительных и посреднических услуг в области информатики».
По данным на 1988 год, 35% созданных кооперативов были заняты в бытовом обслуживании населения, 22% — в производстве товаров, 13% — в общественном питании, 4% — в заготовках и переработке вторичного сырья.
Изначально предполагалось, что кооперативы ограничатся созданием мастерских, кафе и т. п. Но многие кооператоры установили взаимовыгодные связи с директорами госпредприятий. В итоге это привело, при сохранении государственных цен, административно установленных практически на все товары намного ниже равновесного уровня, через разнообразные механизмы допускающие «обналичку» средств со счетов предприятий, к ещё большему усилению дефицита и появления широкого слоя «кооператоров», чьи доходы в принципе не регулировались никакими нормами. Например, на пленуме Омского обкома КПСС сообщалось: Кооператив «Омега» при объединении «Кружевница» скупает в государственной торговле готовые трикотажные изделия и переделывает их на шапочки, которые реализует на рынках города по спекулятивным ценам. В записке отдела экономики ЦК КПСС от 28 ноября 1988 года говорилось: Подавляющее большинство кооперативов в обход закона, даже при наличии запретов исполкомов, закупает сырье, материалы и товары в розничной торговой сети. Массово скупаются в магазинах мясопродукты, масло животное, сахар, шерстяные и смесовые хлопчатобумажные ткани, нитки, пряжа, застежки "молния", магнитофонные и видеокассеты, фотоматериалы, строительные и отделочные материалы, другие остродефицитные товары. Некоторые кооперативы, преследуя корыстные цели, покупают в государственной торговле швейные, трикотажные и другие изделия и после незначительной их доработки (например, нанесение по трафарету рисунка) реализуют по ценам, в несколько раз превышающим государственные.

Объёмы производства товаров народного потребления были гораздо ниже огромной денежной массы, поскольку исходили из достаточно условных расчётных сроков и объёмов потребления. Покупатели мгновенно расхватывали товар на прилавках магазинов. Создалась ситуация «пустых полок и полных холодильников и забитых квартир». Любой более-менее качественный товар, попадавший на полки магазинов, продавался в считанные часы. Значительная масса непродовольственных товаров фактически перестала попадать в официальную торговлю и реализовывалась работниками торговли по знакомым или через «фарцовщиков». Эта проблема усугубилась с разрешением частной торговли, которой фактически занимались кооперативы.

Началась неразбериха с союзными поставками, некоторые республики, в частности Украина, прекратили отгрузку мяса, молока Москве, Ленинграду, военному ведомству. В самой столице картина была вообще удручающей. Сотни тысяч жителей почти со всей центральной России ежедневно прибывали поездами в Москву и прямо-таки штурмовали продовольственные магазины. Хватали всё, что было на прилавках, нагруженные хозяйственными сумками, с тяжёлыми рюкзаками за спиной тянулись на вокзалы. 
«По версии нашего эксперта, директора Института криминологии корпорации „Экспериментальный творческий центр“ Владимира Овчинского, — писала тогда же „Комсомольская правда“, — „отмыв“ теневых капиталов происходил не без поддержки „сверху“. Настораживает, что сразу после принятия Закона о кооперации… тогдашний министр внутренних дел Власов издаёт „Указание номер 10“: работникам милиции запрещается не только проверять „сигналы“ и документы по кооперации, но даже заходить в помещения кооперативов. А через несколько месяцев — когда деньги, вероятно, уже были легализованы — министр выпускает другой приказ, который уже обязывал вести оперативную работу, „копать“, реагировать»
Довольно быстро появились контрольно-ревизионные структуры для надзора за деятельностью кооперативов по линии Министерства финансов СССР: «существенно усилить контроль за финансово — хозяйственной деятельностью кооперативов … ввести в министерствах финансов автономных республик, в краевых, областных, окружных и городских (городов с районным делением) финансовых управлениях (отделах) должности главных налоговых ревизоров — инспекторов, старших налоговых ревизоров — инспекторов и налоговых ревизоров — инспекторов».
«Если в 1986 году право непосредственной экспортно-импортной деятельности было в порядке эксперимента предоставленного ограниченному кругу предприятий и организаций, — отмечалось на страницах „Известий ЦК КПСС“, — то с 1 апреля 1989 г. практически все советские государственные и кооперативные предприятия, другие организации получили право непосредственно экспортировать собственную продукцию и закупать на заработанные средства товары для развития производства и удовлетворения потребностей своих трудовых коллективов».
Таким образом, уже в 1986—1987 гг. начинается перевод советских денег (в том числе, а может быть прежде всего, казенных и партийных) за границу. Там они были конвертированы в доллары, фунты, марки и т. д., что позволило избежать их обесценивания под влиянием «шоковой терапии», а затем, после 1991 года, вернуть в Россию и другие бывшие советские республики.
Кооперативы обладали значительной самостоятельностью в плане установки цен на реализуемую продукцию (товары, работы, услуги): «не регулировались цены, в том числе, розничные, и в кооперативном секторе, на „колхозных рынках“. Именно тогда в стране появился огромный псевдокооперативный рынок: практически при любом большом заводе создавался „кооператив“ из 3-5 человек [количество членов кооператива должно было быть минимум три человека — статья 11 закона о кооперации], включая, как правило, родственников и друзей директора, и через этих „кооператоров“ шла торговля очень большой частью продукции, выпускаемой на предприятии. Цены на такой „кооперативный товар“ государством не регулировались».
На фоне скандала вокруг кооператива «Техника» Артема Тарасова, в закон «О кооперации в СССР» двумя законами были внесены два крупных изменения: Законом СССР от 16 октября 1989 г. N 603-I "О внесении изменений и дополнений в Закон СССР «О кооперации в СССР» и Законом СССР от 06.06.1990 N 1540-1 "О внесении изменений и дополнений в Закон СССР «О кооперации в СССР». Первым законом была установлена (помимо прочего) возможность установления предельных расценок на выпускаемые кооперативом товары/работы/услуги. Вторым, гораздо более подробным законом, был предусмотрен целый ряд ограничений для деятельности кооперативов: начиная от введения лицензий на определенные виды деятельности, заканчивая регламентацией внешнеторговой (экспортной) деятельности кооперативов.
Если к середине 1988 года в СССР действовало более 9 тыс. кооперативов, то к февралю 1990 года число кооперативов выросло до 193 тыс., а количество работающих в них достигло 4,7 млн человек.

В начале 1990-х годов на смену кооперативам начали приходить частные предприятия западного типа — открытые и закрытые акционерные общества, а также товарищества с ограниченной ответственностью. Ключевым отличием кооператива от тех типов коммерческих организаций, которые стали создаваться впоследствии, служило то, что члены кооператива (то есть по сути — учредители кооператива) в обязательном порядке должны были выполнять в кооперативе какую-либо трудовую функцию (в отличие, например, от обществ с ограниченной ответственностью, учредители которых вовсе не обязательно должны быть работниками такого общества).
1. Книга "ОТ РАЗОРЕНИЯ К ДОСТАТКУ" 1906 г. А.Д.Нечволодов, генерал-лейтенант царской армии, русский экономист:
Капиталистическое хозяйство, которое искусственно прививалось у нас за последние 50 лет, постепенно заменится хозяйством, основанным на принципах коллективизма и кооперации.
2. Главный  закон: Закон СССР от 8 декабря 1961 г. (ред.12.06.1990) «Об утверждении Основ гражданского законодательства Союза ССР и союзных республик», Закон РСФСР от 11 июня 1964 г. "Об утверждении Гражданского Кодекса РСФСР"
Гражданский Кодекс РСФСР:

  ... Экономика периода развернутого строительства коммунизма основана на социалистической собственности на средства производства в форме государственной (общенародной) и колхозно-кооперативной собственности. …

## В произведениях культуры и искусства
- 1929 — «Соперницы» — о кооперативном движении во времена НЭПа в удмуртской деревне.
- 1989 — «Частный детектив, или операция „Кооперация“» — художественный фильм.
- 1993 — «Про бизнесмена Фому» — художественный фильм.